# Hands Off Venezuela
Hands Off Venezuela fue una serie de conciertos realizados por el gobierno venezolano de Nicolás Maduro durante los días 22, 23 y 24 de febrero de 2019. Se desarrollaron en la zona fronteriza entre Colombia y Venezuela, junto al puente internacional Las Tienditas en Táchira. Estos conciertos fueron considerados una respuesta al Venezuela Aid Live, concierto realizado el 22 de febrero al otro lado de la frontera en reclamo del ingreso de ayuda humanitaria ofrecida por Estados Unidos. El concierto contó con una asistencia de entre 2500 y 5000 espectadores. En comparación, Venezuela Aid Live contó con una asistencia de alrededor de 300 000 personas. 
El concierto fue realizado en apoyo al gobierno de Nicolás Maduro.

## Motivación
Hands Off Venezuela fue un concierto que se desarrolló en el contexto de la crisis en Venezuela. El gobierno bolivariano organizó este concierto para el 22, 23 y 24 de febrero, como respuesta al concierto Venezuela Aid Live.
El 12 de febrero de 2019, el presidente encargado de Venezuela (con reconocimiento parcial), Juan Guaidó, anunció que el 22 de febrero se iba a realizar un concierto benéfico en Colombia. Los objetivos de este concierto eran apoyar el ingreso de ayuda humanitaria hacia Venezuela, yendo en contra de la orden que el presidente (con reconocimiento parcial) Nicolás Maduro había dispuesto, así como el rechazo a Maduro. Maduro e integrantes del gobierno señalaban que Venezuela no se encontraba en crisis humanitaria. Por otro lado, Guaidó consideraba que la ayuda humanitaria era urgente para el pueblo de Venezuela y que Maduro estaba cometiendo un crimen de lesa humanidad al no permitir el ingreso de estos productos.

## Recepción y participación
El evento Hands Off Venezuela fue informado internacionalmente en artículos periodísticos, al mismo tiempo que Venezuela Aid Live, como reflejo de la dura confrontación venezolana. El concierto comenzó a las 18:00 horas con la participación de la banda de rock Yugular. La banda argentina Bersuit Vergarabat que fue uno de las protagonistas del primer día. La asistencia según medios internacionales, como AFP, fue calculada en 2500 personas, en tanto otros medios cifraron la asistencia en 5000 espectadores.
En comparación, Venezuela Aid Live contó con una asistencia de alrededor de 300 000 personas.
Los artistas que en lista se tenían que presentar en el concierto fueron: Bersuit Vergarabat (banda argentina), Armando Martínez, Cristóbal Jiménez, Omar Acedo, Maira Castellanos, César el Magnate, Hany Kauam, Banny Kosta, Omar Enrique, Pedrito Sandoval, la banda Yugular y Alexánder Viana.
El compositor y artista urbano catalán Pablo Hasél visitó desde España. Roger Waters realizó un video para el evento donde canta una reedición de la canción protesta We shall overcome en apoyo a la revolución bolivariana.

## Transmisión
El evento fue transmitido por el canal estatal de noticias venezolano Telesur, y también pudo ser visto a través de YouTube. Por otro lado, recibió cobertura de diversos medios de la región como La República y El Comercio, de Perú, y medios internacionales como la BBC y RT entre otros.